# 歇爾布羅國際機場
歇爾布羅國際機場（英語：Sherbro International Airport）是一座位於獅子山共和國歇爾布羅島的國際機場，由於獅子山共和國的政局不穩定因此其無定期客運航班。

## 航空公司與目的地
| 航空公司       | 目的地 |
| -------------- | ------ |
| 獅子山老鷹航空 | 自由城 |

## 外部連結
- Sherbro International Airport BTE